# シウダ・ロドリーゴ
シウダ・ロドリーゴ（スペイン語: Ciudad Rodrigo）は、スペイン・カスティーリャ・イ・レオン州サラマンカ県のムニシピオ（基礎自治体）。

## 地理
県都サラマンカからは86kmの位置にある。西のポルトガルとの国境へはわずか25kmの距離にある。

### 人口
| シウダ・ロドリーゴの人口推移 1900－2010                 |
|                                                         |
| 出典:INE（スペイン国立統計局）1900年 - 1991年、1996年 - |

## 歴史
シウダ・ロドリーゴには少なくとも青銅器時代から人が定住していた。マドリードの国立考古学博物館に、この時代の像が見つかっている。しかしシウダ・ロドリーゴ周辺では旧石器時代後期の石器が見つかっており、ウシやブタ、ヤギを描いた旧石器時代前期の壁画のあるシエガ・ベルデはわずか12kmしか離れていない。自治体内には巨石記念物も残っている。
紀元前6世紀、この地にはケルト人のベトネス（es、イベリア半島西部にあるケルト人定住地）があった。土着文化の存在を示す陶器が中心部で発見されている。その他のローマ以前の遺物としてイノシシ像がある。ローマ時代の遺跡は数少なく、ローマ神殿の一部であった3本の石柱がある。この石柱は中世から都市紋章と旗に表されている。ローマ時代、ミロブリガ（Miróbriga）やブレティサマ（Bletisama、現在のレデスマ）とは境界で切り離されていたと碑文にある。レデスマにも同様の碑文があり、ブレティサマ、ミロブリガ、サラマンティカ（サラマンカ）の間には境界があったとする。これらの碑文を総合すると、ミロブリガとは現在のシウダ・ロドリーゴに該当する。
スエビ王国、西ゴート王国、アラブ人支配時代の痕跡はごくわずかである。
シウダ・ロドリーゴ周辺がキリスト教国に復帰したのは、11世紀後期のアルフォンソ6世時代とされる。地元の歴史家によれば、伯爵ロドリーゴ・ゴンサーロ・ヒロンの手によって、再植民と都市再建が行われた。シウダ・ロドリーゴの名は彼にちなんでいる。アルデアロドリーゴの町や、ロドリーゴ城の名も彼にちなむ。1136年に書かれたサラマンカ大聖堂の公文書における、『シビタテム・デ・ロデリック村（Civitatem de Roderic）をサラマンカが買い上げた』という部分が、シウダ・ロドリーゴの名に触れた最古のものである。1161年からフェルナンド2世が再植民を進め、城壁で町を覆い始めた。7つの門のある城壁は2kmにわたって取り巻いていた。フェルナンド2世は、西はポルトガル、南はムワッヒド朝と対峙する町に司教座を置き、レオン王国南部の拠点とした。
14世紀、エンリケ2世が築いた要塞は、現在国営のパラドールとなっている。
ポルトガルに近いことが、シウダ・ロドリーゴの歴史の最大の焦点となった。1384年、カスティーリャ王国は大軍を隣国に送り込み、アルジュバロータの戦いで大敗した。シウダ・ロドリーゴは、トゥイ、バダホスとともにレオン王国の重要な土地となり隣国と比較された。しかしシウダ・ロドリーゴはペドロ1世がモンティエル城で暗殺された後も、ポルトガル住民と交流があった。ポルトガルの騎士たちは、ペドロ1世の異母兄エンリケ2世がシウダ・ロドリーゴを包囲した際には町を守っていた。2度目のカスティーリャ王位継承戦争の際には、シウダ・ロドリーゴはイサベル王女（のちのイサベル1世）か、ポルトガルの後押しを受けるフアナ王女のどちらにつくか迷い、最終的にイサベル王女側についた。
15世紀から16世紀、貴族の館や教会が建設され、シウダ・ロドリーゴは繁栄した。一方で同時代には貴族間の争いに巻き込まれ、もはや教会権力から遠くなっていた。コムネロスの反乱においては、シウダ・ロドリーゴはカルロス1世（神聖ローマ皇帝カール5世）支持者とコムニダー（コムネロス支持者）とに二分されてしまった。
15世紀、ポルトガルにはユダヤ人コミュニティーと、キリスト教に改宗したユダヤ人のコミュニティーがあった。一方、国境を挟んだ隣のスペインには数千人もの亡命ユダヤ人が暮らし、その一部には洗礼を受けた者もいた。16世紀半ばのシウダ・ロドリーゴには、キリスト教に改宗したユダヤ人が多く暮らしていた。これらのユダヤ人に対し、リェレナに設置された異端審問所は1620年まで集中的に審議を行った。
17世紀から18世紀初頭にかけて、ポルトガル独立回復戦争、スペイン継承戦争に相次いで見舞われたシウダ・ロドリーゴは衰退の時代にあった。スペイン独立戦争時の被害は甚大で、その傷跡は今も残っている。

## 政治
自治体首長はカスティーリャ・イ・レオン国民党（Partido Popular de Castilla y León、PPCyL）のフランシスコ・ハビエル・イグレシアス・ガルシーア（Francisco Javier Iglesias García）で、自治体評議員はカスティーリャ・イ・レオン国民党：9、カスティーリャ・イ・レオン社会党（Partido Socialista de Castilla y León、PSCyL）：6、カスティーリャ・イ・レオン統一左翼：2となっている（2011年5月22日の自治体選挙結果、得票順）。
| 1999年6月13日自治体選挙 |        |        |          |
| 政党                    | 得票数 | 得票率 | 獲得議席 |
| PP                      | 4,668  | 57.30% | 11       |
| PSOE                    | 2,187  | 26.85% | 5        |
| URCL                    | 496    | 6.09%  | 1        |
| USI                     | 345    | 4.24%  | 0        |
| IU                      | 274    | 3.36%  | 0        |

| 2003年5月25日自治体選挙 |        |        |          |
| 政党                    | 得票数 | 得票率 | 獲得議席 |
| PP                      | 4,708  | 57.12% | 10       |
| PSOE                    | 2,862  | 34.72% | 6        |
| UPSA                    | 509    | 6.17%  | 1        |

| 2007年5月27日自治体選挙 |        |        |          |
| 政党                    | 得票数 | 得票率 | 獲得議席 |
| PP                      | 4,072  | 49.37% | 10       |
| PSOE                    | 3,165  | 38.37% | 7        |
| CXM                     | 371    | 4.50%  | 0        |
| UPSA                    | 342    | 4.15%  | 0        |
| IU-LV CYL               | 144    | 1.75%  | 0        |
| PPIM                    | 67     | 0.81%  | 0        |

| 2011年5月22日自治体選挙 |        |        |          |
| 政党                    | 得票数 | 得票率 | 獲得議席 |
| PP                      | 3,741  | 48.50% | 9        |
| PSOE                    | 2,304  | 29.87% | 6        |
| IU-CyL                  | 1,128  | 14.62% | 2        |
| SI                      | 333    | 4.32%  | 0        |
| PPIM                    | 59     | 0.76%  | 0        |

### 司法行政
シウダ・ロドリーゴはシウダ・ロドリーゴ司法管轄区に属し、同管轄区の中心自治体である。

## 出身者
- フェリシアーノ・デ・シルバ（スペイン語版） - 著作家。

## ギャラリー

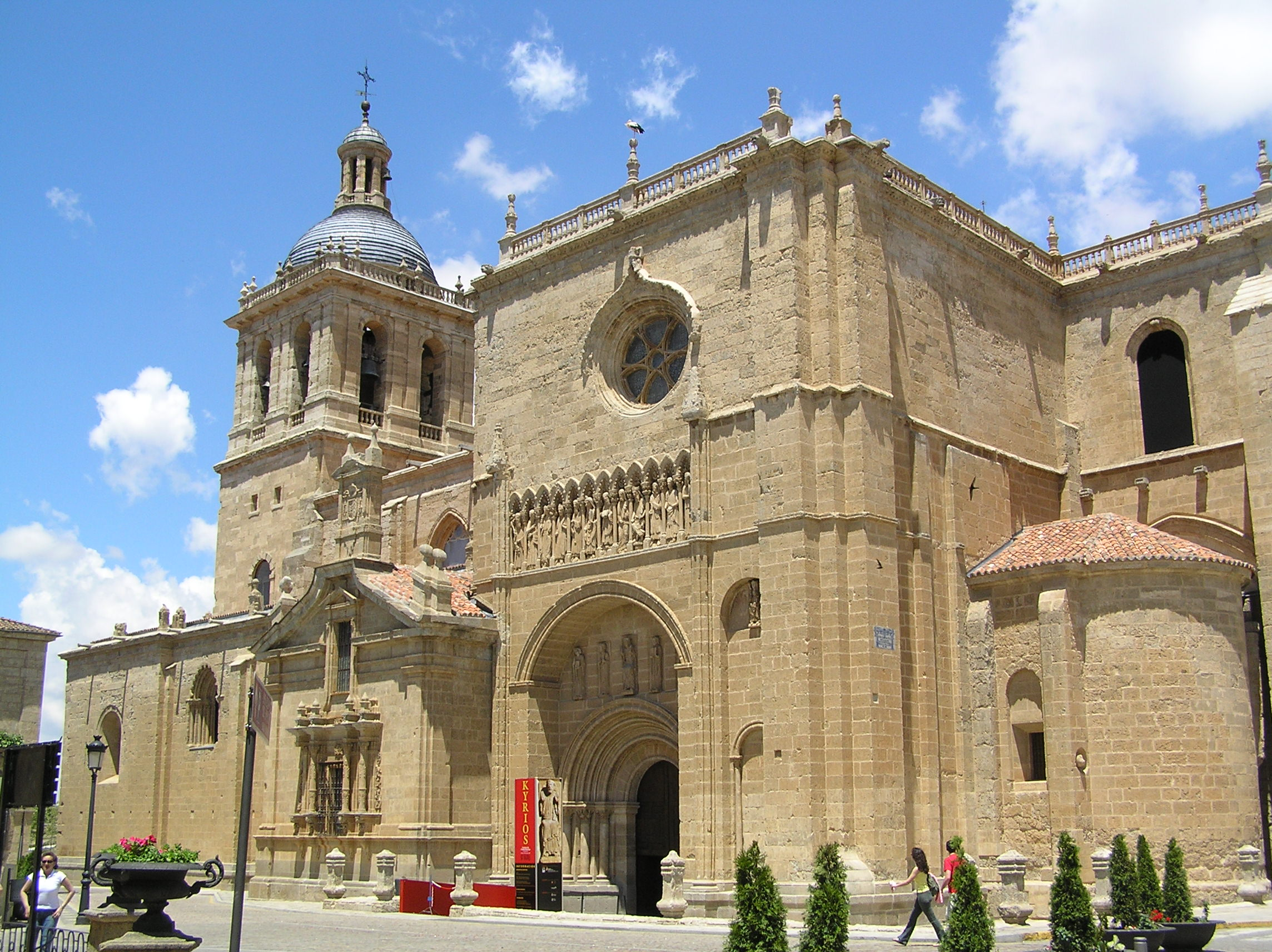
サンタ・マリーア聖堂
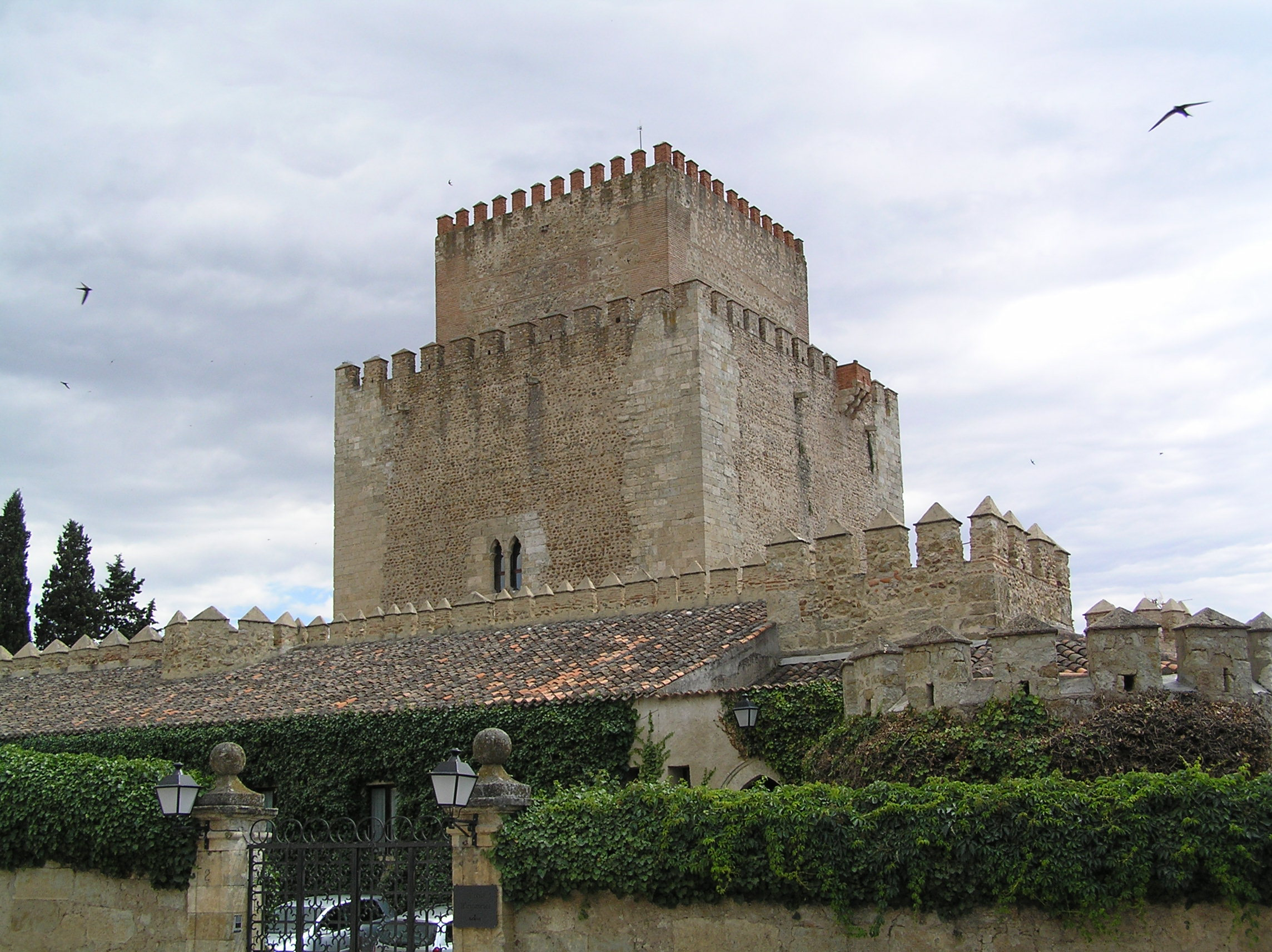
エンリケ2世城の塔
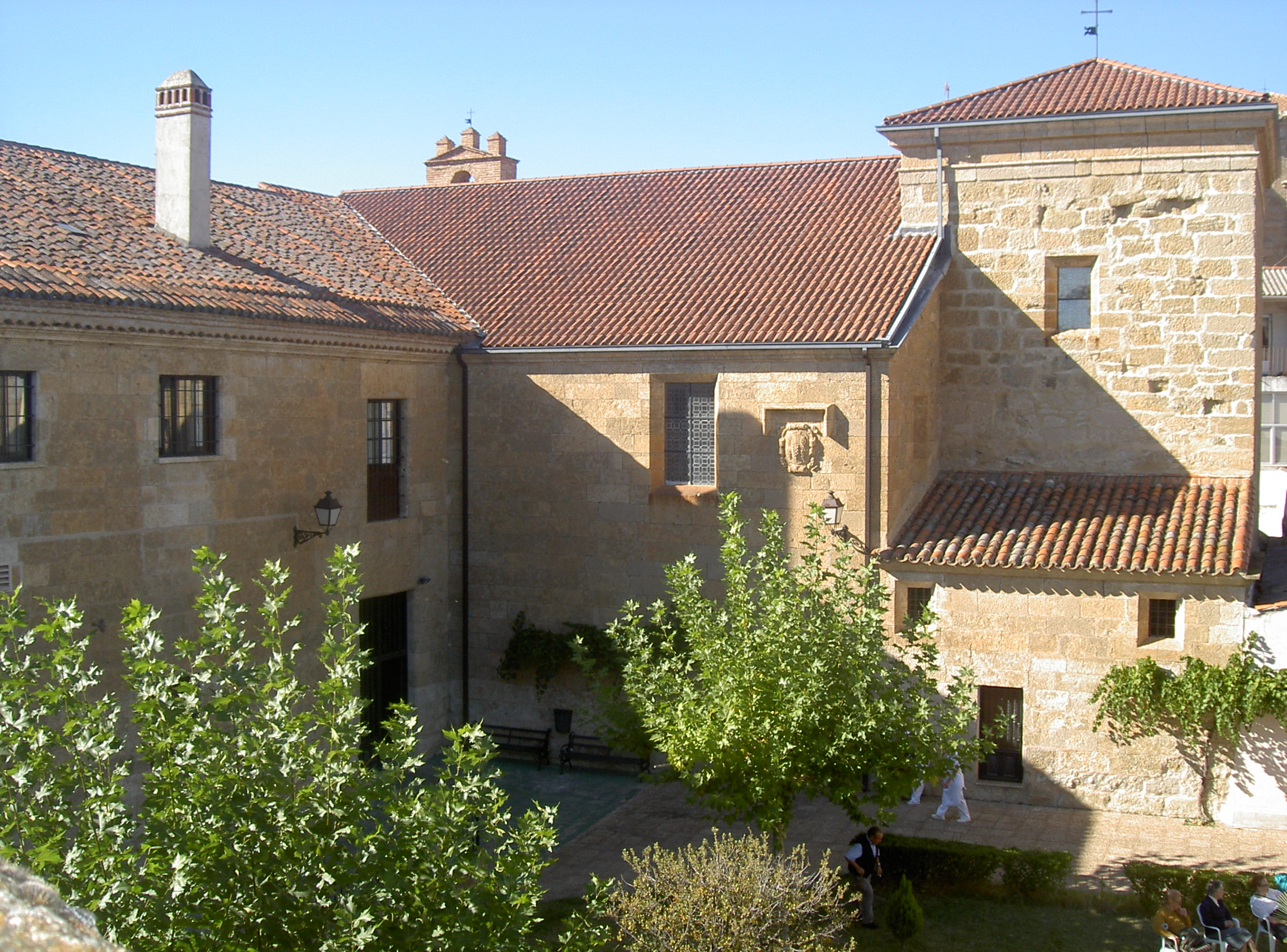
オスピタル・デ・ラ・パシォン、カトリック両王時代の病院
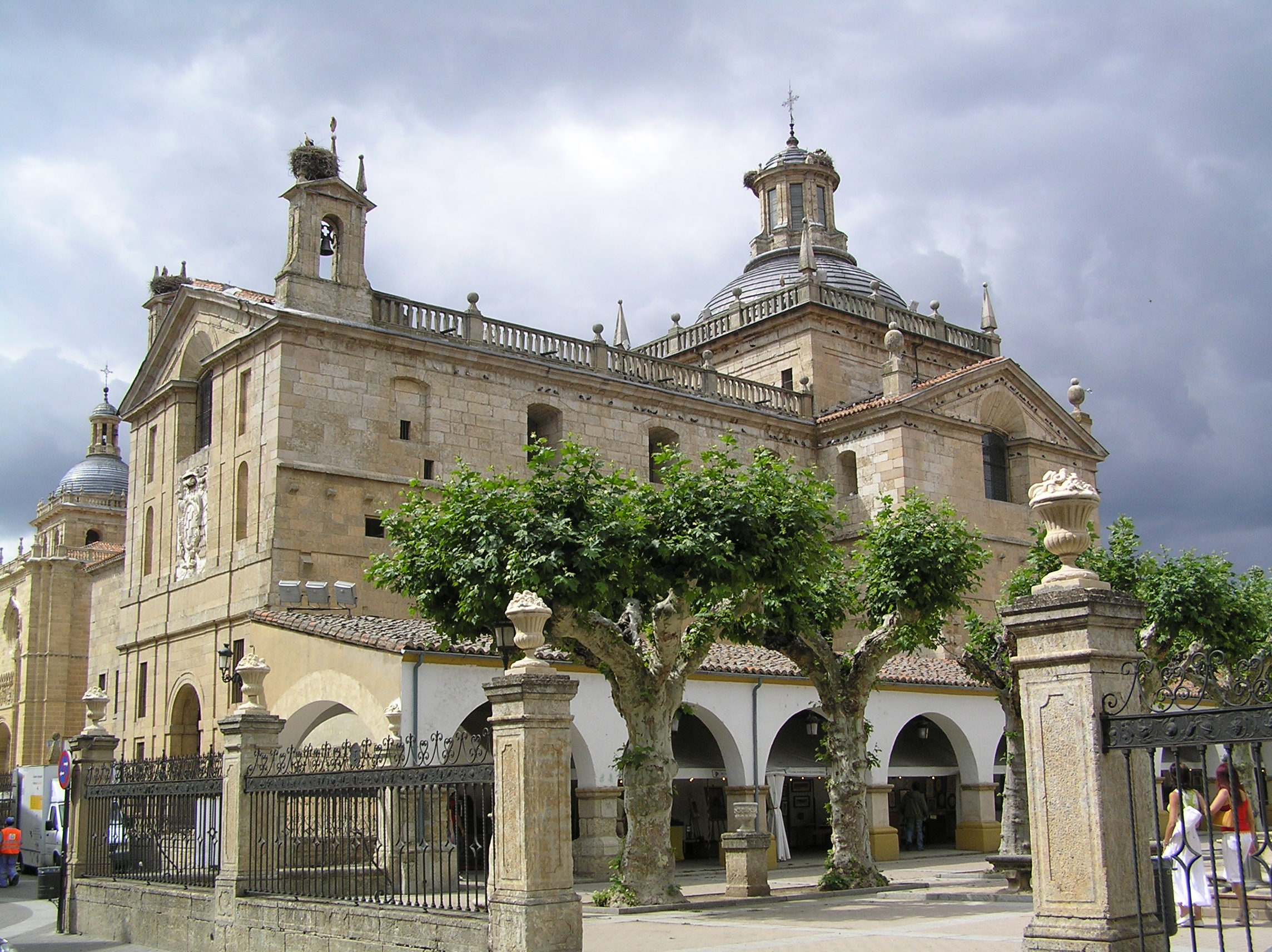
セラルボ礼拝堂
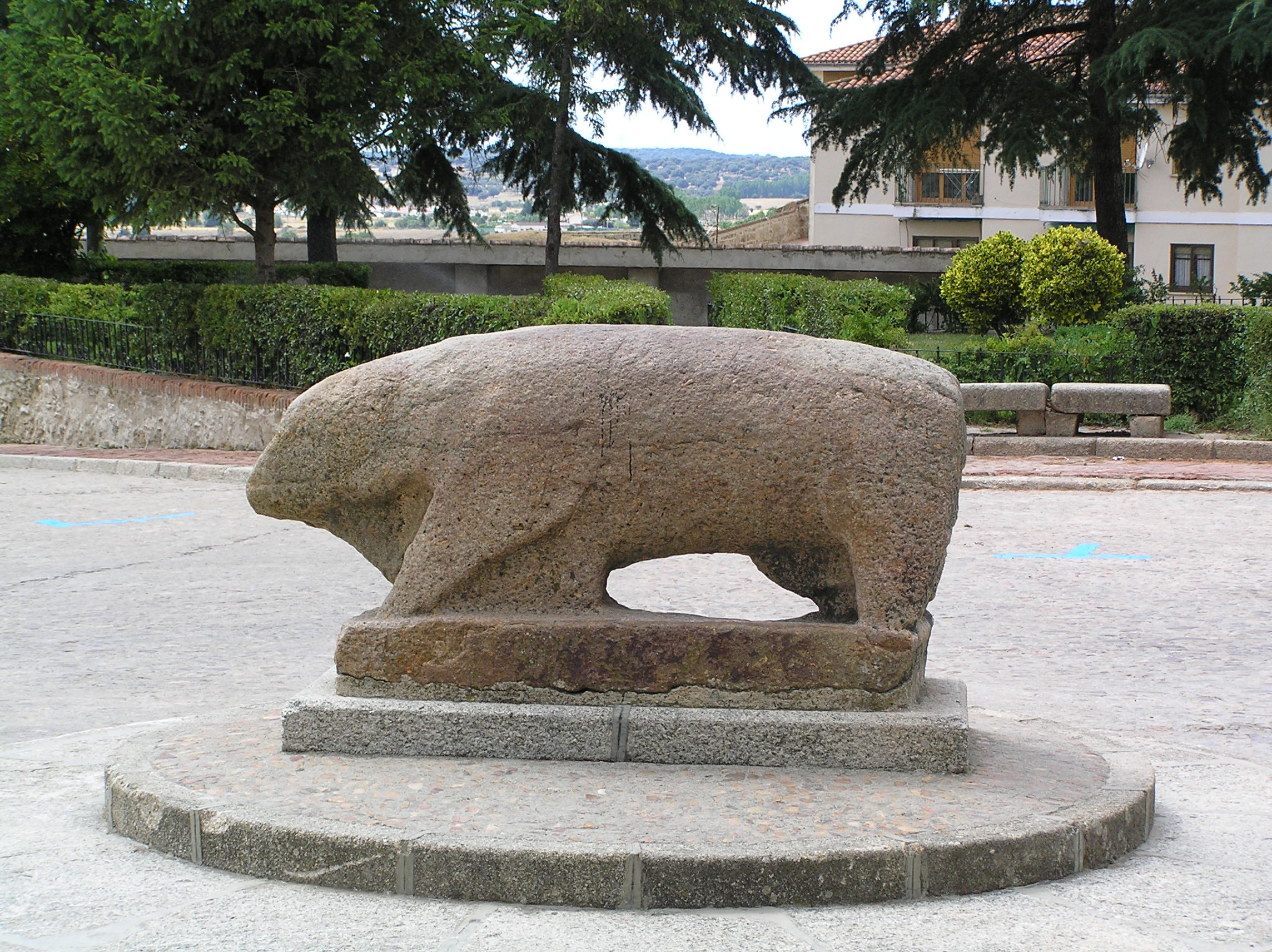
玄武岩でできたイノシシ像
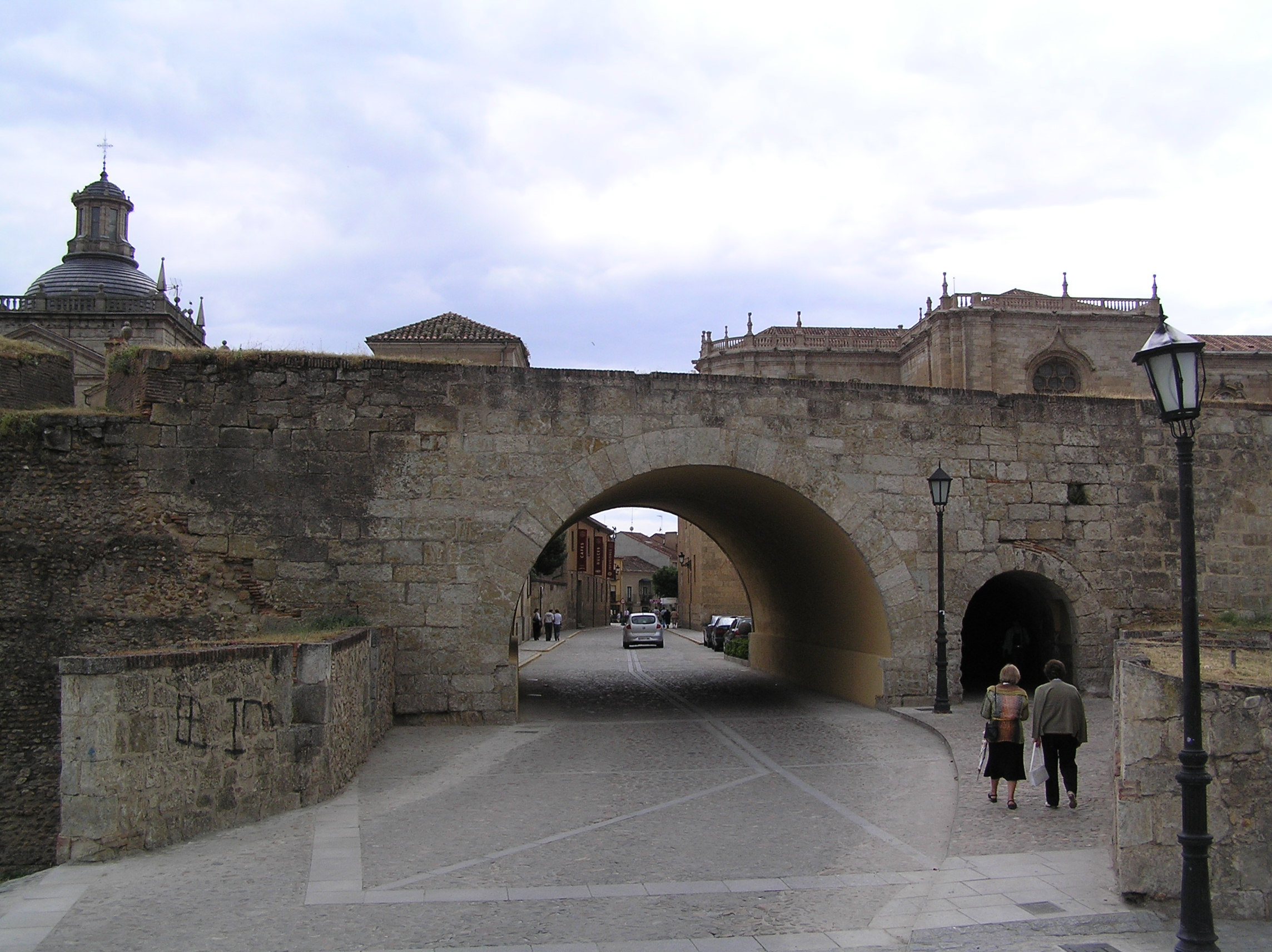
城壁
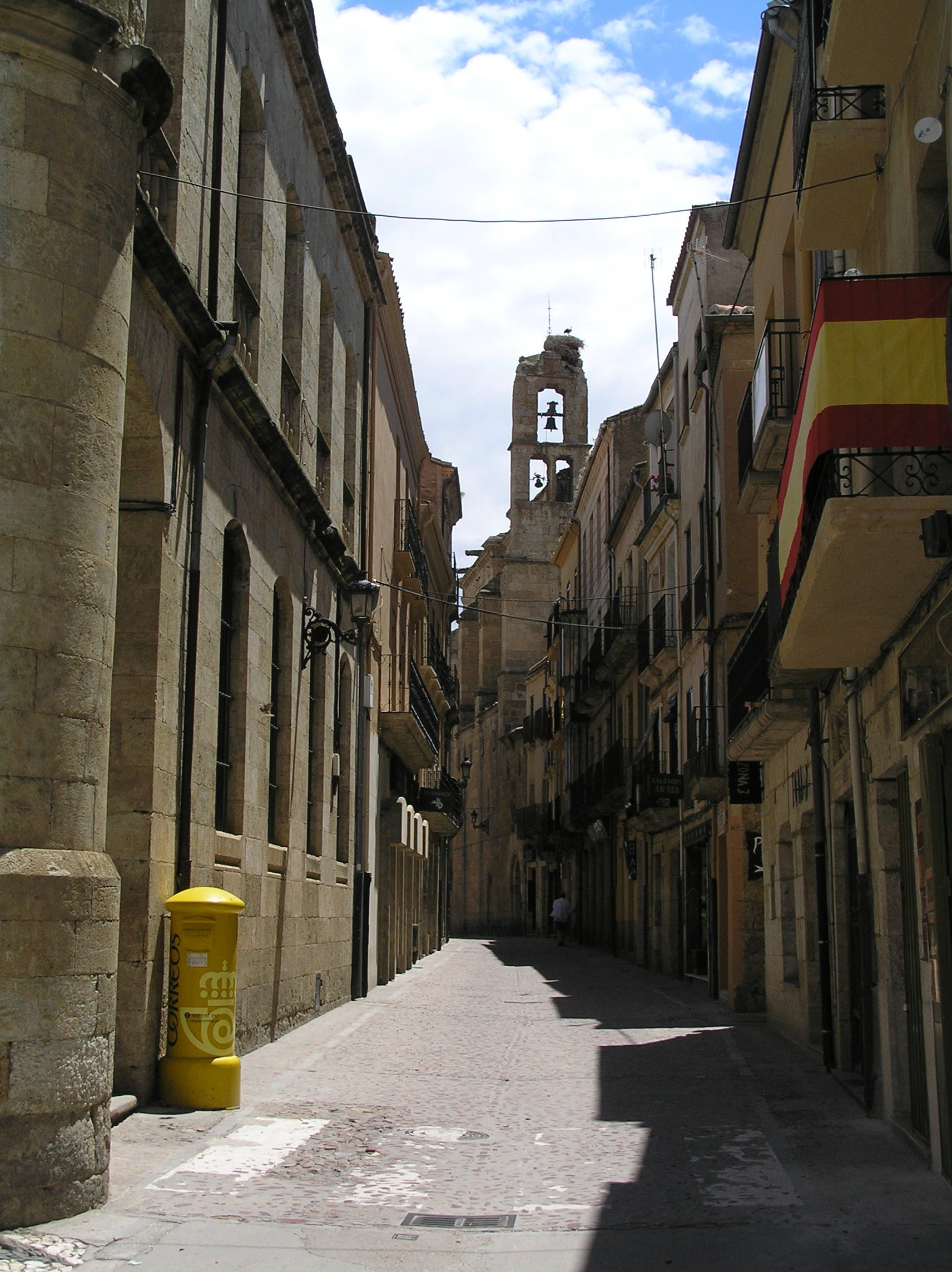
サン・フアン通り